# Harald Werner

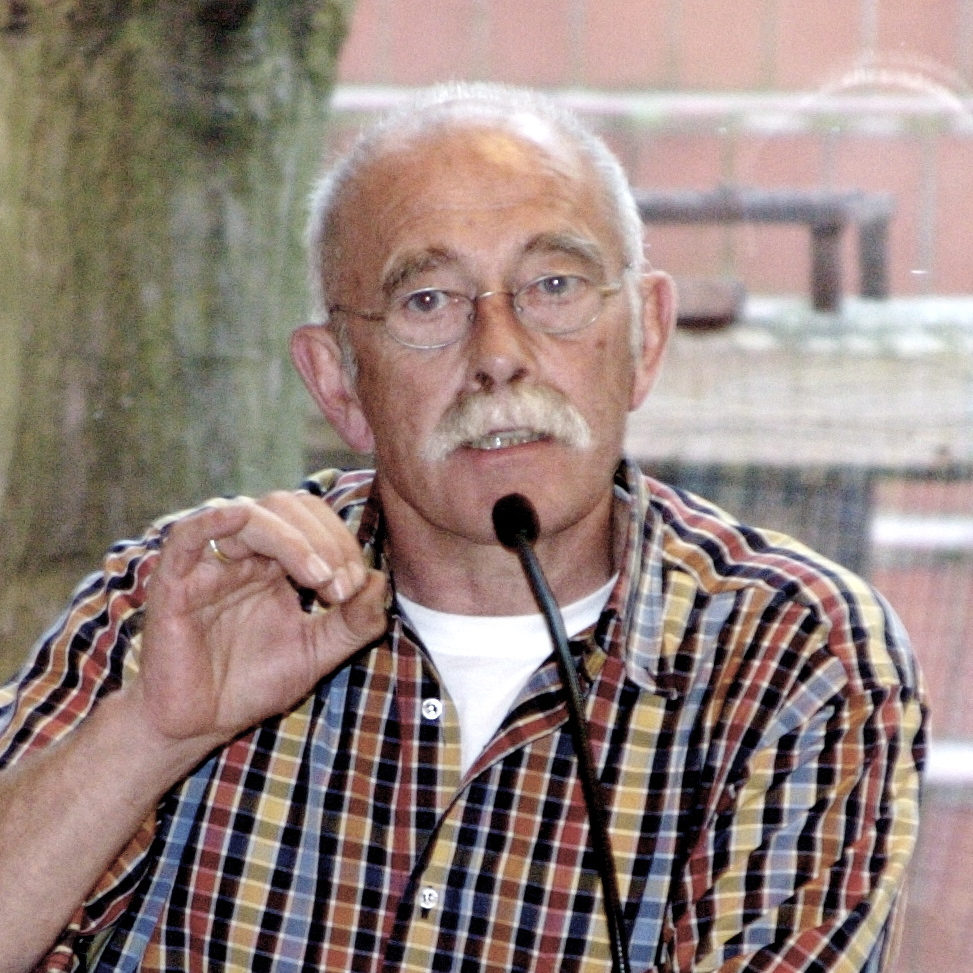
Harald Werner, 2007

Harald Werner (* 13. August 1940 in Berlin; † 23. Dezember 2023) war ein deutscher Politiker. Er war DKP-Funktionär und von 2006 bis 2012 Mitglied des Parteivorstands der Partei Die Linke.

## Leben
Mit vierzehn Jahren begann Werner eine Stahlbauschlosserlehre in Berlin-Kreuzberg und wurde Mitglied der IG Metall. Anschließend war er mehrere Jahre als Schlosser in West-Berliner Großbetrieben erwerbstätig und absolvierte dazu Abendschule und Abendstudium als Werbefachmann.
Von 1963 bis 1970 war Werner Herausgeber und Chefredakteur des „Zehlendorfer Anzeiger“ in Berlin und Zeitungsredakteur in Wiesbaden und Oldenburg. In dieser Zeit war er SPD-Mitglied, Juso-Unterbezirksvorsitzender, APO-Aktivist und nahm verschiedene ehrenamtliche Funktionen im DGB und in der IG Druck und Papier wahr. 1970 wurde er wegen „linksradikaler Aktivitäten“ bei der Nordwest-Zeitung in Oldenburg gekündigt.
Harald Werner begann ein Studium an der Pädagogischen Hochschule Oldenburg, war Mitglied des Gründungsausschusses der Universität Oldenburg, zeitweilig stellvertretender Vorsitzender und damit als formeller Prorektor bisher der einzige Student, der Mitglied der Westdeutschen Rektorenkonferenz war.
Nach Diplom 1975 und Promotion in Soziologie 1977 arbeitete Harald Werner als Lehrbeauftragter an den Universitäten Oldenburg und Bremen. Seit 1972 war er Mitglied der Deutschen Kommunistischen Partei (DKP). Als Mitglied einer als verfassungsfeindlich eingestuften Organisation wurde Werner 1983 aufgrund des Radikalenerlasses durch die Niedersächsische Landesregierung entlassen. Seitdem war er hauptberuflich als DKP-Funktionär tätig. Nach einem Jahr Studium in der DDR an der Außenstelle des Franz-Mehring-Instituts in Berlin-Biesdorf 1987 und anschließender Profilierung als Vordenker eines stark mit der Perestroika sympathisierenden Studienkollektivs wurde er als Angestellter des DKP-Parteivorstands gekündigt, entlassen und arbeitslos. 1988–2004 wurde er Mitarbeiter in einem Forschungsprojekt in Hamburg und 1995 der PDS-Fraktion im Deutschen Bundestag.
Werner war Mitinitiator der Erneuererströmung in der DKP und 1990 Mitgründer der PDS in Bremen. Er war Mitglied der DGB-Dienstleistungsgewerkschaft ver.di und war gewerkschaftspolitischer Sprecher der PDS, zuletzt im April 2006 als Parteivorstandsmitglied. Werner wurde auf dem Parteitag der Linken in den Bundesvorstand gewählt. Diesem gehörte er bis zum Göttinger Parteitag am 3. Juni 2012 an. Werner war 1992 Mitbegründer der BAG Betrieb & Gewerkschaft innerhalb der PDS.
Er vertrat kritisch-marxistische Positionen, die versuchten, „revolutionäre Politik“ und „politische Kultur“ sozialpsychologisch zu fundieren. Wie Klaus Holzkamp, Wolfgang Jantzen und Hartmut Krauss galt auch der „Westlinke“ Harald Werner als Vertreter einer kritisch-subjektwissenschaftlichen Erneuerungsströmung innerhalb des theoretischen Marxismus und der kommunistischen Bewegung, die sich in Deutschland parallel zur eurokommunistischen Tendenz in westlichen Massenparteien wie PCI und PCF – und ohne Rückbezug auf diese – entwickelte.
Er gehörte dem Redaktionsbeirat der Z. Zeitschrift Marxistische Erneuerung an.
Werner war  mit der Politikerin Heidi Knake-Werner verheiratet.

## Veröffentlichungen
- Individualität, Bewußtsein, politische Kultur. Einführung in die Sozialpsychologie revolutionärer Politik. Marburg: Verlag Arbeiterbewegung & Gesellschaftswissenschaft, 1988, ISBN 978-3-921630-91-4.
- Das historische Subjekt der Umbruchsperiode und die Handlungsfähigkeit der Arbeiterklasse; in: PDS/LL Rheinland-Pfalz (Hrsg.): LILI-Korrespondenz 1 (1991) 5, S. 18–43
- Mythos und Realität der Erwerbsarbeit. Mainz 2002 (= podium progressiv 10. Hg. PDS/LL Rheinland-Pfalz), 89 S.
- Offene Fragen in der geschlossenen Abteilung. Das erfolgreiche Scheitern einer Kaderperspektive; Papyrossa Verlag, Köln 2011, ISBN 978-3-89438-478-4
- Politische Psychologie des Sozialismus – Die emotionale Seite rationalen Handelns. VSA:Verlag, Hamburg 2015, ISBN 978-3-89965-652-7